# Antoni Claperós

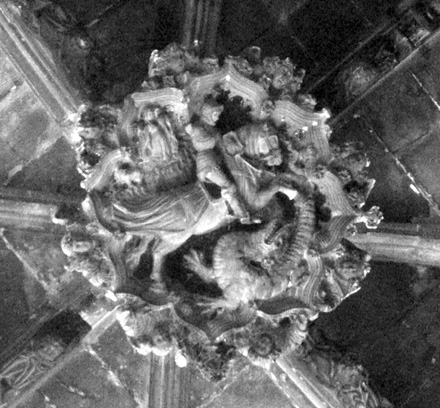
La clau de volta del templet del brollador del claustre de la catedral de Barcelona

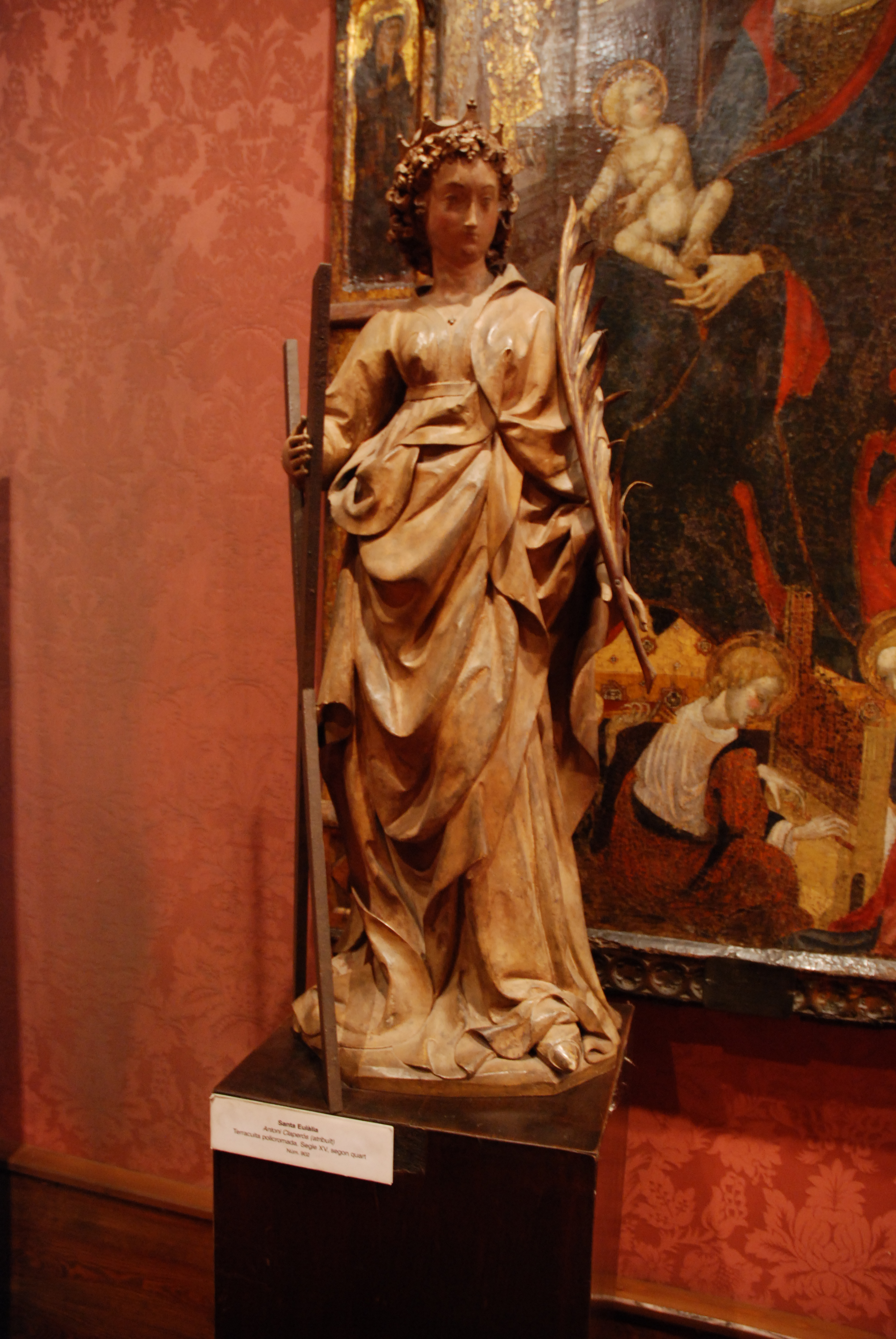
Santa Eulàlia, escultura en terracota d'Antoni Claperòs, provinent del timpà de la porta de Santa Eulàlia, avui al museu de la catedral

Antoni Claperós fou un escultor català del segle xv. De la seva vida només es tenen detalls de la seva llarga participació en les obres de la catedral de Barcelona, des de l'any 1414 fins a 1454, com mestre d'obres se li cita treballant a la base del cimbori l'any 1422 juntament amb Llorenç Reixac.
Va col·laborar també al claustre, on cobrava 121 sous, una quantitat superior a altres escultors 
| « | "… per la smagineria dels capitels dels pilars de la volta del lavador qui es devant lo portal.. " | » |

o sigui, pels relleus dels capitells del brollador del claustre i també de l'elaboració d'una clau de volta, per a una de les seves galeries, representant el Davallament. L'obra més important va ser el brollador amb la volta, en els llibres de l'obra de la catedral, es relata que va treballar al costat del seu fill Joan Claperós a les imatges de la clau de volta del sortidor entre els anys 1448 i 1449. Aquesta representa a Sant Jordi lluitant contra el drac i està sostinguda per caps d'àngels.
També va executar escultures en terra cuita, com una creu de terme, encàrrec de l'any 1454, per a Barcelona, i una escultura de Santa Eulàlia de Barcelona que es guarda al Museu de la Catedral de Barcelona.
El capítol de la catedral de Girona, li va encarregar l'any 1458 les dotze imatges per a la porta dels Apòstols. L'any 1936, durant la guerra civil espanyola, van ser destruïdes. Solament queden fotografies d'aquesta obra.